# المطيوي الشمالي
المطيوي الشمالي مركز في منطقة القصيم في السعودية، وهو مركز فئة (ب)، ويتبع إداريًا لمحافظة رياض الخبراء.

## الموقع الجغرافي
تقع في شمال منطقة القصيم، وتبعد عن مدينة بريدة 141 كليومتر، ويحدها من الشرق جبال الموشم، ومن الجنوب غرب جبال الغيمار، ومن الشمال مركز كحلة.

## السكان
يبلغ عدد السكان تقريبًا 500 نسمة.

## رئيس المركز
رئيس المركز هو فواز رباح بن غلاب بن ناحل الحربي.

## الخدمات الحكومية
يوجد بها مدرسة ابتدائية للبنين، ومدرسة ابتدائية للبنات.

## المناخ
حار صيفًا، بارد ممطر شتاءً، وتبلغ درجة الحرارة في فصل الصيف 45 درجة مئوية، وفي فصل الشتاء تبلغ أقل من الصفر.